# Carlton Drake
Carlton Drake es un personaje ficticio en Marvel Comics. El personaje, creado por David Michelinie y Todd McFarlane, apareció por primera vez en The Amazing Spider-Man # 298 (marzo de 1988). Él es el líder de la Fundación Vida, y está constantemente en desacuerdo con el Hombre Araña y Venom.
Riz Ahmed hizo su debut con el personaje en la película del Universo Spider-Man de Sony para Venom (2018).

## Biografía
Drake contrata a Chance para robar armamentos europeos. Drake y sus hombres transportan a Chance a su instalación de supervivencia, Sanctum Maximus, y exigen que Chance cuente los secretos del traje. Spider-Man llega para rescatar a Chance y los dos destruyen las instalaciones mientras Drake escapa en su helicóptero. Se une al asesino extranjero Chakane en un complot para asesinar al rey de Symkaria. Presenta su nuevo proyecto apodado Protectores, mutados super intensos y sin sentido que utiliza contra Spider-Man, Paladin y Silver Sable. Después, Drake ayuda a reconstruir el Tri-Centinela para la protección de su clientela y decide hacer una "prueba de campo" enfrentando a Tri-Centinela contra Spider-Man y Nova. Sin embargo, el Tri-Centinela no responde a los controles de Drake y va en un alboroto. Sin nada más que perder, Drake hace que sus hombres recopilen todos los datos y una vez más evade la captura. Se une brevemente con Justin Hammer y Jonas Hale en un esfuerzo por robar superpoderes para sus propios propósitos nefarios, pero son detenidos por Spider-Man y los Nuevos Guerreros.
A continuación, Drake intenta ir tras Eddie Brock para usar el simbionte Venom para crear más "niños" simbiontes. Toma una muestra de simbiontes y crea cinco nuevos simbiontes con su personal de seguridad principal como anfitriones: Scream (Donna Diego), Lasher (Ramon Hernández), Agony (Leslie Gesneria), Riot (Trevor Cole) y Phage (Carl Mach). Sus ejecutores de simbiontes son derrotados por Spider-Man y Venom, lo que obliga a Drake a limpiar la instalación y escapar, al darse cuenta de que Spider-Man es más problemático de lo que creía.
Drake financia el Proyecto Arachnis en un intento por crear una raza de Arácnidos y potencialmente curar su cáncer. Ha capturado a Spider-Man y obliga al profesor Toshiro Mikashi a usar la sangre de Spider-Man para el Proyecto Arachnis para curar su cáncer. Tiene a su compañero Roland Treece que le inyecta el suero; Treece sabe muy bien que este suero debe ser ingerido y que Drake reciba una inyección de vacuna sería una muerte instantánea. En cambio, Drake se transforma en un monstruo araña que se hace llamar Homo Arachnis. Él desperdicia toda la instalación, matando a muchos de sus ex empleados. Se necesitan los esfuerzos combinados de Spider-Man, Venom y El Jurado, quien lo envió cayendo bajo las instalaciones. Se despierta de nuevo a la normalidad y se ve notablemente más joven, prometiendo vengarse de los que lo derrotaron. A pesar de esto, no se lo ha visto desde entonces.

## En otros medios

### Televisión
La forma del personaje de Homo Arachnis se ve en Ultimate Spider-Man: Web Warriors, utilizada por Norman Osborn (con la voz de Steven Weber).

### Película
Carlton Drake aparece como el principal antagonista en la película de 2018, Venom, interpretado por Riz Ahmed. Esta versión es el fundador y director ejecutivo vanaglorioso y egocéntrico de la Fundación Vida que comenzó como bioquímico. Después de que una de las naves espaciales de su compañía descubre varios simbiontes, Drake los lleva a la Tierra y realiza experimentos con ellos. Sin embargo, dos de ellos mueren debido a intentos fallidos de vinculación, el simbionte Venom escapa y se une con éxito a Eddie Brock, y el cuarto, Riot, se une a Drake. Juntos, intentan traer más simbiontes a la Tierra, solo para ser asesinados por Brock y Venom, quién rompe el tanque de combustible de la nave espacial, causando una explosión.